# 테르모필레

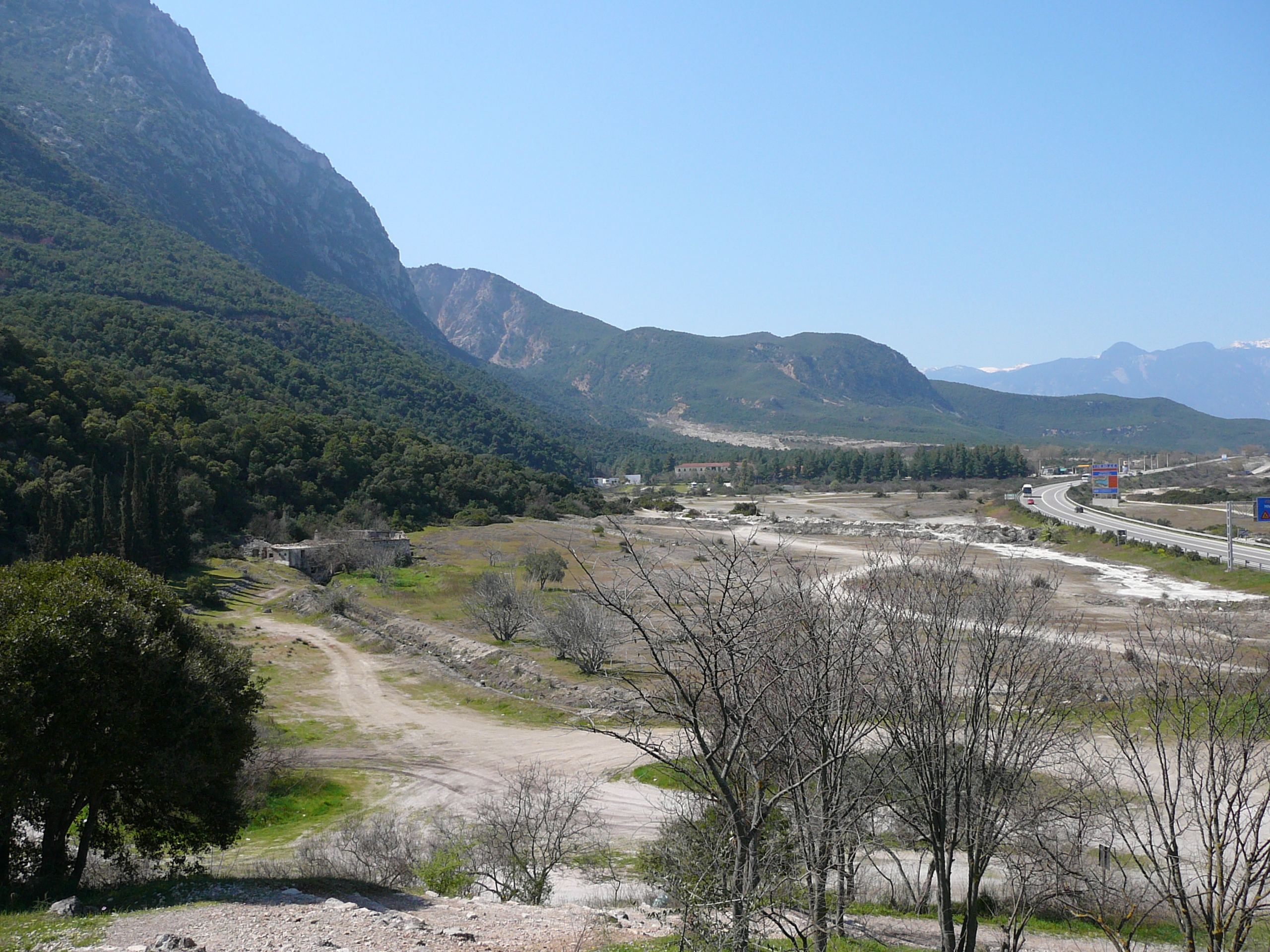
포키아 벽(Phocian Wall)에서 본 경치, 고대에는 해안과 산악부가 더 가까웠다

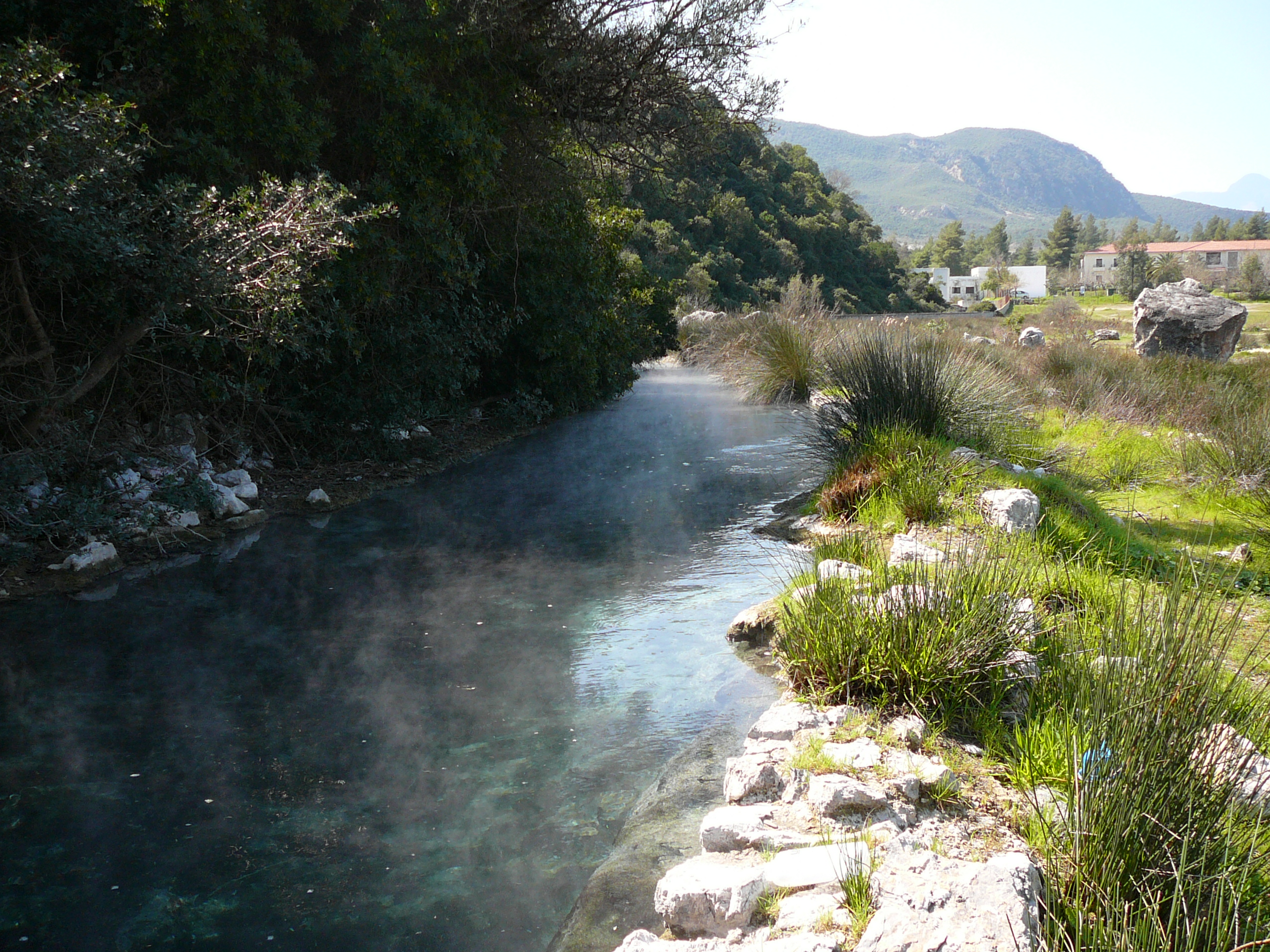
테르모필레라는 이름의 유래가 된 온천수

테르모필레(현대 그리스어: Θερμοπύλες / Thermopyles)는 그리스 중동부에 위치하는 지명이다. 고대에는 "테르모필라이(고대 그리스어: Θερμοπύλαι)"라고 불렀다.
카리모도로스 산과 마리아코스 만에 끼인 협소한 이 땅에는 예로부터 아티카, 보이오티아와 테살리아를 연결하는 간선 도로가 통과하고 있었고, 방어에 적합한 요충지로 종종 전쟁터가 되었다. 특히 유명한 전투는 기원전 480년에 벌어진 〈테르모필레 전투〉이다.
현재는 해안선이 후퇴하고 있지만 현재도 아테네에서 고속도로를 통해 북상하는 경우는 라미아의 앞에서 반드시 여기를 통과하게 된다. 행정 구역 상으로는 그리스 중앙그리스 주 프티오티다 현 라미아에 속한다.

## 이름
현대 그리스어 발음은 ‘테르모필레스’[θermopiles]로 게시되어 있다. 고대 그리스어로는 ‘테르모필라이’[tʰermopýlai]로 발음되며 ‘터마펄리’라고 게시되어 있다. 현대 카타레부사 그리스어(공통문어)에도 동일하게 적는다. ‘뜨거운 통로, 문’을 의미하고, 열천이 솟아나는 것으로부터 이름이 유래되었다.
라틴어로는 Thermopylae라고 쓰고, ‘테르모필라이’로 게시된다. 또한 철자가 영어 등의 언어로 지명이 불리고 있다.

## 지리
고대에 카리모도로스 산의 험준한 절벽과 마리아코스 만에 끼인 이 땅의 도로는 가장 좁은 곳이 15m 정도의 폭 밖에 되지 않아서, 방어에 유리한 지형이었다.

## 역사
이 땅에서 가장 유명한 전투는 기원전 480년에 벌어진 테르모필레 전투이다. 헤로도토스의 ‘히스토리아’에 따르면 210만명의 병력을 상대로 3일간 버틸 수 있었던 것은 이 지형과 중간에 세워진 문에 의한 바가 크다. 또한 기원전 191년에도 셀레우코스 왕조와 로마가 전투를 벌였다. 모두 카리도로모스 산을 우회하는 아노파이아 간도를 이용하여 수성을 했던 측이 협공을 받아 괴멸당했다.

## 관광
현재는 국도 옆에 테르모필레 전투에서 300명의 스파르타 병사들을 이끌고 전사한 레오니다스 왕의 동상이 서 있다.